# GUNK
GUNK – mieszanina alkoholi, oleju sosnowego, nafty, mydła i sulfonowych pochodnych oleju rycynowego. Używana jako 10% mieszanina w wodzie lub 20% w nafcie.
GUNK stosuje się do odkażania samolotów w USAF. Jest skuteczny wobec parzących (w mniejszym stopniu również fosforoorganicznych) bojowych środków trujących.